# Rafael Gordon
Rafael Gordon (n. Madrid; 1946) es un director de cine y autor de teatro español.

## Biografía
Estudia en la Escuela Superior de Arte Dramático. Estrena como actor “La Zapatera Prodigiosa” de Federico García Lorca, dirigido por Alfredo Mañas.
En 1968 funda Producciones Rafael Gordon con la que principalmente produce, escribe y dirige sus propios cortometrajes y largometrajes en 35mm a lo largo de casi cuatro décadas. Produce cortometrajes a otros directores: “Escorial Infinito”, “El Discurso de la Edad de Oro”, “Suaves Cajas de Regalos” y “La Desdicha Humana”. 
Se contrata por un tiempo como guía turístico en diversos países europeos (Italia, Francia, Alemania y Reino Unido) y es invitado a impartir varios cursos monográficos sobre Cine Español en el extranjero.
En 1983 empieza a escribir Teatro.
Entre 1987 y 1989 dirige y presenta en Radio Cadena Española el programa “El Barrio de las Musas”. Entre 1990 y 1992 ejerce como asesor cinematográfico en Antena 3 TV. En 2002 imparte el master de guion cinematográfico de la Universidad San Pablo CEU. Entre 2002 y 2004, desarrolla una colaboración como comentarista en “La Tarde con Cristina” de la Cadena COPE.
En 1999 estrena el largometraje “La Reina Isabel en Persona” con Isabel Ordaz y "en 2003 “Teresa Teresa” en la que repite con Isabel Ordaz y Assumpta Serna. 
En 2006 dirige “Hamlet” de Luis Buñuel y Pepin Bello en el Centro Cultural Galileo, Madrid.
En 2009 dirige el largometraje de no ficción La Mirada de Ouka Leele, dedicado a la conocida artista española. Según Gordon, es la única película por la que ha recibido una subvención. Obtuvo una nominación a los Goya y la Medalla del CEC al mejor documental.
Desde septiembre de 2017 participa en el programa "Hablando de cine", de Déjate de Historias TV, con Antonio Peláez Barceló.

## Filmografía

### Largometrajes
- La pasión de Kierkegaard (2021) Director, guionista y productor
- Todo Mujer (2015) Director, guionista y productor
- Mussolini va a morir (2012) Director, guionista y productor
- Bellos Suicidios (2011) Director, guionista y productor
- La Mirada de Ouka Leele (2009) Director, Guionista y productor
- Teresa, Teresa (2003) Director, guionista y productor
- La reina Isabel en persona (2000) Director, guionista y productor
- Cuatro locos buscan manicomio (1980) Director, guionista
- Tiempos de constitución (1978) Director, guionista y productor

### Cortometrajes
Guion, Dirección y Producción (35mm y Digital)
- 1967	Angustius Vital
- 1968	Los Apóstoles. Festival de Tours.
- 1969	Fosa Común. Seleccionado por Festival de ciencia Ficción de Trieste. Comprado por Cinéma Asocies, Francia.
- 1970	Adiós Pablo Ruiz. Premio Dirección en Festival de Huesca. Nominación Círculo de Escritores Cinematográficos. Festival de Bilbao y Benalmádena.
- 1971	Gran Hombre. Premio Mejor Dirección: Festival Zamora. Semana Cine Español Dublín y Damasco, India y Nueva York. Festival de Bilbao, Benalmádena, Oberhausen.
- 1973 Macho Cabrío. Festival de Huesca.
- 1974 Plaza al Sol. Festival cortometrajes de Bilbao.
- 1974 Funerales del Mar
- 1975 El Hada y las Mujeres. Festival cortometrajes de Bilbao.
- 1977 Hombre del Cráneo Comestible
- 1977 En el Camino
- 1977 Don Quijote, Sancho y Clavileño
- 1978 El Vampiro Silencioso
- 1983 La Piedad. Semana Internacional de Cine de Valladolid.
- 1983 La Alcoba de la Reina
- 2008 Ouka Leele inédita
- 2016 Esperanza Roy: Retrato
- 2018 Banquete Cruel
- 2018 Buñuel y Galdós en Madrid

## Libros publicados
- Mussolini va a morir de Rafael Gordon. Editorial HUERGA FIERRO. ISBN 9788494882227.
- Belleza y cenizas de Rafael Gordon. Editorial HUERGA FIERRO. ISBN 9788494130908.
- La ley de Sodoma de Rafael Gordon. Editorial HUERGA FIERRO. ISBN 9788483747926.
- Teatro Breve (1992-2004) de Rafael Gordon. Editorial FUNDAMENTOS. ISBN 9788424511043.
- Ouka Leele: antenas y raíces de Rafael Gordon. Editorial LA FÁBRICA. ISBN 9788495471864.
- La guerra de María / La voz de la sangre / La belleza de la lágrima de Rafael Gordon. Editorial HUERGA FIERRO. ISBN 9788483743577.
- Teresa, Teresa de Rafael Gordon. Editorial HUERGA FIERRO. ISBN 9788483743591.
- El espíritu y la carne / La hora de los prodigios de Rafael Gordon. Editorial HUERGA FIERRO. ISBN 9788483741597.
- La sonrisa de la imaginación de Rafael Gordon. Editorial ASOCIACION DE AUTORES DE TEATRO. ISBN 9788488659187.
- La reina Isabel en persona de Rafael Gordon. Editorial HUERGA FIERRO. ISBN 9788483742280.
- Una comida de trabajo / La alcoba de la Reina de Rafael Gordon. Editorial FUNDAMENTOS. ISBN 9788424505578.

### Sobre la figura de Rafael Gordon
- Análisis de la obra de Rafael Gordon de María Anunciación Fernández Antón. Editorial HUERGA FIERRO. ISBN 9788483741580.
- Rafael Gordon, la conciencia de Antonio Peláez Barceló. Editorial HUERGA FIERRO. ISBN 9788494360428.

### Colaboraciones
- Ouka Leele, colección fotográfica.
- Amor en el cine. Pasiones más allá del celuloide de David Felipe Arranz.
- Sean Connery: el hombre que dijo nunca jamás de David Felipe Arranz.
- Mujeres de cine. La mirada de diez directoras españolas de Enrique Chuvieco.
- Teatro breve actual: modalidades discursivas de Francisco Gutiérrez Carbajo.
- 50 voces contra el maltrato. Un balance sobre la violencia de género en la escena actual española. CML Austin College. EE. UU.
- Cine centroamericano del siglo XX de Charo García Díaz.